# Wem die Stunde schlägt (Film)
Wem die Stunde schlägt (Originaltitel: For Whom the Bell Tolls) ist eine US-amerikanische Verfilmung des gleichnamigen Romans von Ernest Hemingway aus dem Jahr 1943  mit Gary Cooper und Ingrid Bergman in den Hauptrollen. Erzählt wird die Geschichte einer Guerillagruppe auf Seiten der Republik im Spanischen Bürgerkrieg (1936–1939), die den Auftrag erhalten hat, eine Brücke zu sprengen. Der Farbfilm wurde in Technicolor gedreht.

## Handlung

### Begegnung mit der Guerillagruppe
Der Film spielt während des Spanischen Bürgerkrieges im Jahr 1937. Der US-amerikanische Guerillakämpfer Robert Roberto Jordan trifft sich eines Nachts mit General Golz im Hotel. General Golz erteilt ihm den Auftrag, eine bestimmte Brücke in den Bergen zu sprengen. Diese Mission soll zeitgleich zum bevorstehenden Angriff der Republikaner auf die Stadt Segovia erfolgen. Dem Sprengstoffexperten Robert steht Anselmo zur Seite, der sich in den Bergen sehr gut auskennt. Am nächsten Tag führt Anselmo ihn zu einer Partisanengruppe in einer Höhle.

### Charakterisierung der Guerillagruppe
Der Anführer dieser Guerillagruppe ist Pablo, ein bescheidener Mann, der in letzter Zeit viel von seinem Mut eingebüßt hat. Pablo hat einst den besonders grausamen Umsturz in der andalusischen Kleinstadt Ronda eingeleitet und ist jetzt Anführer einer Partisanengruppe, die ihr Zentrum in seiner Höhle hat. Rafael, Fernando, Agustín, Primitivo (der Späher) und Andrés sind Komplizen seiner Guerillagruppe. Zu den weiteren Mitkämpfern gehören Pablos Frau Pilar, eine mutige und selbstbewusste Person, und die neunzehnjährige María.
María war einst die Tochter eines Bürgermeisters, bis ihre Eltern bei einem Überfall der Faschisten erschossen wurden. Sie wurde gefangen genommen und zu einem Friseur gebracht, der ihre Haare abschnitt. Danach wurde sie von zwei Faschisten vergewaltigt. Nach einiger Zeit wurde sie zusammen mit Pilar von Pablo und seinen Komplizen befreit, und zwar im Zusammenhang mit der Sprengung eines Bahntransportes der Faschisten durch einen seinerzeit ebenfalls von Madrid ausgesandten russischen Sprengstoffexperten.
Am Abend versammeln sich die Mitglieder der Gruppe in der Höhle, um mit Robert Jordan zu besprechen, wie jetzt die gut bewachte Brücke im Gebirge am besten „in die Luft gejagt“ werden könne. Pablo ist der Ansicht, dass dies ihren Aufenthaltsort verraten würde, und stellt sich gegen den Auftrag. Die temperamentvolle Pilar widerspricht ihm und bezeichnet ihren Ehemann als feige und mutlos.
Es kommt zu einem Disput zwischen Pilar und Pablo („Niederknallen sollte ich dich und den Fremden“, sagt Pablo zu Pilar). Am Ende dieses Gespräches gibt Pablo widerstandslos auf. Pilar übernimmt das Kommando der Gruppe. In der Nacht rät María dem Guerillakämpfer Robert (oder auch inglés bzw. Engländer genannt), vorsichtig zu sein, da Pablo immer gefährlich sei, wenn er still ist und Alkohol getrunken hat. Im nächsten Moment erscheint Pablo und läuft bewaffnet den Berg hinunter.

### Vorbereitung auf den Angriff
Am nächsten Morgen wird die Gruppe von dem Lärm vorbeifliegender Flugzeuge geweckt. Robert bespricht mit den anderen den Auftrag. Daraufhin begegnen Pilar, Robert und María zwei weiteren Personen, die sie zu El Sordo bringen. El Sordo soll ihnen fünf weitere Pferde stehlen, damit ihnen nach der Sprengung auch genug Pferde zur Verfügung stehen. Auf dem Rückweg lässt die intelligente Zigeunerin Pilar Robert und María allein. Robert und María gestehen sich ihre Liebe zueinander ein. Robert hat sich auf den ersten Blick in María verliebt. María hat sich auch in ihn verliebt und küsst ihn („Robert, ich würde dich gern küssen, aber ich kann nicht küssen“, sagt sie zu Robert).
Am Nachmittag kommt es zu einer Auseinandersetzung zwischen dem angetrunkenen Pablo und Robert. Pablo provoziert María, als er sieht, dass sie sich in Robert verliebt hat. Des Weiteren provoziert er Robert, der als Dozent in den USA die spanische Sprache gelehrt hat. Nach dieser Auseinandersetzung verlässt Pablo wütend die Höhle („Ich gehe zu den Pferden, die haben mehr Verstand als Menschen“, sagt Pablo beim Verlassen). Robert und die anderen halten ihn für gefährlich und stimmen deshalb ab, ob er getötet werden soll. Pablo besinnt sich, nachdem er das Gespräch zufällig mitbekommen hat, und schließt sich ihnen erneut an.
Am nächsten Morgen gelingt es Robert, einen Späher der Faschisten rechtzeitig zu töten. Robert und seine Verbündeten verstecken sich hinter Bäumen und zielen mit einem Maschinengewehr auf die erscheinenden Feinde. Die Faschisten müssen von dem anstehenden Angriff der Republikaner erfahren haben. Robert überreicht Andrés einen wichtigen Brief, den er innerhalb von sechs bis sieben Stunden an General Golz, den Kommandeur der 35. Division, überbringen soll. Der Angriff der Republikaner – und damit die Sprengung der Brücke – könnte bei rechtzeitigem Eintreffen dieses Briefes noch abgeblasen werden.
In der Nacht vor dem Angriff reden Robert und María über ihre zukünftigen Pläne. Sie wollen nach der Mission in die USA gehen und dort ihr Leben zusammen verbringen. Am Abend erscheint Pilar aufgebracht und berichtet, dass Pablo den Sprengstoffzünder beseitigt hat. Im darauffolgenden Moment kommt Pablo und zeigt Reue. Da Robert (wie auch Pablo!) inzwischen einsieht, dass auch eine Zündung durch Handgranaten möglich ist, verzeiht Robert Pablo ein letztes Mal („Der einzige Grund, dass ich dich nicht erschieße, ist der, dass ich dich brauche“, sagt Robert zu Pablo).
Pablo hat noch drei weitere Kämpfer organisiert, die sich der Gruppe anschließen.

### Mission: Brücke sprengen
Am nächsten Morgen kommt es zum Angriff der Guerillakämpfer von Pablo und weiteren Komplizen von El Sordo. Pilar und die anderen töten faschistische Soldaten, die die Brücke sichern sollen. Robert und Anselmo befestigen das Dynamit an den Brückenpfeilern, bis sie schnell vor den anfahrenden Panzerfahrzeugen flüchten. Die Brücke wird gesprengt, und alle versammeln sich bei María. Pablo hat die drei Kämpfer, die ihm geholfen haben, hinterrücks ermordet, weil er meinte, sie hätten nicht genug Pferde.
Auf dem Rückweg müssen sie eine freie Fläche überqueren, die von Soldaten überwacht wird. Robert wird als Einziger durch eine Granatexplosion verletzt. Ein Bein ist gebrochen, und er kann nicht mehr reiten. Er will die nachrückenden Gegner mit MG-Feuer aufhalten und seinen Freunden einen Vorsprung verschaffen. Am Ende des Filmes kommt es zu einer traurigen Verabschiedung zwischen María und ihrem Geliebten Robert („Wenn du gehst, gehe ich auch. Du gehst für mich, weil du es willst“, sagt er zu María). Robert, der keine Chance mehr hat, seinem Schicksal zu entgehen, empfängt die faschistischen Soldaten mit Maschinengewehrsalven.

## Entstehungsgeschichte

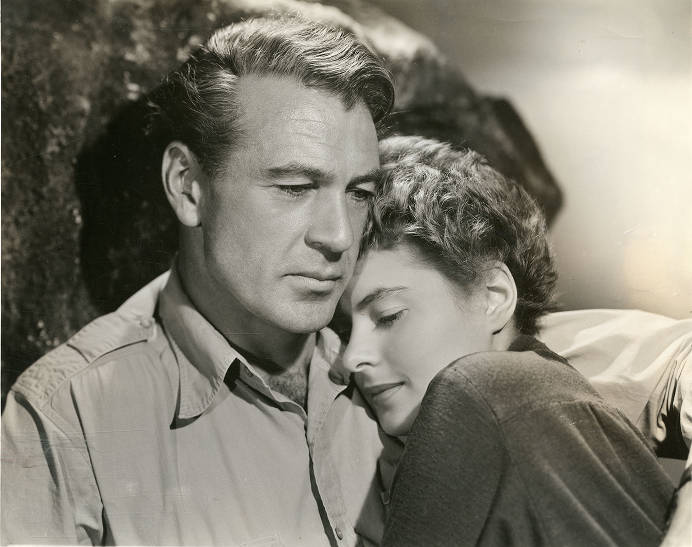
Gary Cooper und Ingrid Bergman in einer Szene des Films (1943)

Wem die Stunde schlägt basiert auf dem gleichnamigen Roman von Pulitzer- und Nobelpreisträger Ernest Hemingway aus dem Jahr 1940. Dieser Roman beschreibt die Kameraderie inmitten der alltäglichen Bedrohung durch den Tod während des Spanischen Bürgerkrieges. Der Titel des Romans stammt von dem englischen Dichter John Donne. Ernest Hemingway stellte sich während des Schreibens an seinem Roman die schwedische Schauspielerin Ingrid Bergman als Maria und Gary Cooper als den typisch-klassischen Helden Robert Jordan vor.
Die Produktionsfirma Paramount Pictures sicherte sich für die damalige Rekordsumme von 150.000 Dollar die Verfilmungsrechte. Cecil B. DeMille war als Regisseur vorgesehen, doch er musste absagen, und Sam Wood, bekannt für die Marx-Brothers-Filme, führte die Regie.
Im Juli 1942 fingen die Dreharbeiten zu Wem die Stunde schlägt in den Blue Canyons, Kalifornien, an. Der Film wurde hauptsächlich am Sonora Pass in Nevada gedreht. Die deutsche Schauspielerin Vera Zorina spielte zunächst die Rolle der Maria. Nach drei Wochen Drehzeit wurde sie von Regisseur Sam Wood entlassen und durch Ingrid Bergman ersetzt. Die 12-wöchige Produktionsarbeit am Film fand in den Paramount-Pictures-Studios in Kalifornien statt. Im Oktober 1942 wurde der Film, mit einem Gesamtbudget von drei Millionen US-Dollar, zu Ende gedreht. Die Verfilmung des Romans feierte am 14. Juli 1943 in New York City Weltpremiere. Am 12. Januar 1951 wurde der Film im Westen Deutschlands gezeigt.
Der Film spielte in den USA insgesamt sieben Millionen US-Dollar ein und galt somit als großer Erfolg für Paramount Pictures. Die griechische Schauspielerin Katina Paxinou erhielt im Jahr 1944 einen Oscar für ihre Rolle als kernige Pilar. Nach dem Zweiten Weltkrieg wurde der Film in der BRD meist in einer stark gekürzten Fassung gezeigt. Am 3. Februar 2005 erschien eine restaurierte Langfassung auf DVD. Diese Version mit einer Laufzeit von insgesamt 158 Minuten enthält neben den entfallenen Szenen auch einen Originaltrailer.
Ernest Hemingway war mit der Besetzung und schauspielerischen Leistung von Gary Cooper und Ingrid Bergman sehr zufrieden. Er machte dem Schauspieler Gary Cooper ein Kompliment und sagte: „Sie haben Robert Jordan exakt so gespielt, wie ich ihn mir vorgestellt habe, zäh und mit eiserner Entschlossenheit. Ich danke Ihnen!“

## Auszeichnungen
Der Film war in neun Kategorien für einen Oscar nominiert:
- Bester Film – Sam Wood
- Beste Hauptdarstellerin – Ingrid Bergman
- Beste Nebendarstellerin – Katina Paxinou
- Bester Hauptdarsteller – Gary Cooper
- Bester Nebendarsteller – Akim Tamiroff
- Beste Kamera – Ray Rennahan
- Bester Schnitt – John F. Link Senior, Sherman Todd
- Bestes Szenenbild – Hans Dreier, Haldane Douglas, Bertram C. Granger
- Beste Filmmusik – Victor Young

Die Oscar-Verleihung fand im Hotel Ambassador in Los Angeles statt und wurde von Bob Hope moderiert. Katina Paxinou gewann als beste Nebendarstellerin den einzigen Oscar für den Film.
Auf der ersten Golden-Globe-Verleihung im Jahr 1944 konnte der Film in den Kategorien „Beste Nebendarstellerin“ (Katina Paxinou) und „Bester Nebendarsteller“ (Akim Tamiroff) die Auszeichnung gewinnen. Bei der Wahl zum Preis für die beste Darstellerin des New York Film Critics Circle belegte Paxinou den zweiten Platz.

## Kritiken
„Spannendes Melodram, das zwar nicht den inhaltlichen Tiefgang von Hemingways Vorlage erreicht, aber meisterhaft inszeniert und von der Wunschbesetzung des Autors glänzend gespielt ist“, urteilte das Lexikon des internationalen Films. Das Lexikon „Filme im Fernsehen“ von Adolf Heinzlmeier und Berndt Schulz sah „Hemingways Roman […] in einer zurechtgeschliffenen, sentimentalisierten Version“, die „eindrucksvolle Fotografie und Filmmusik“ vorweisen könne und dafür eine Wertung von „2½ Sterne – überdurchschnittlich“ erhielt. Das Handbuch der katholischen Filmkritik attestierte dem Film „milieustark[e] Natur- und Kampfbilder“ und „innig[e] Liebesszenen“.

## Home Entertainment Veröffentlichungen
- Wem die Stunde schlägt. (Book Edition, DVD, Universal, 2007, 158 Minuten)
- Wem die Stunde schlägt. (Masterpieces of Cinema Edition, 2 Blu-rays, 2015, rekonstruierte Originalfassung mit ca. 165 Minuten, gekürzte Kinofassung mit ca. 130 Minuten)

## Soundtrack
- Victor Young: For Whom the Bell Tolls. Suite, auf: Shane. A Tribute to Victor Young. Koch International, Port Washington 1996, Tonträger-Nr. 3-73765-2 H1 – digitale Neueinspielung durch das New Zealand Symphony Orchestra unter der Leitung von Richard Kaufman